# Jan van Riebeeck

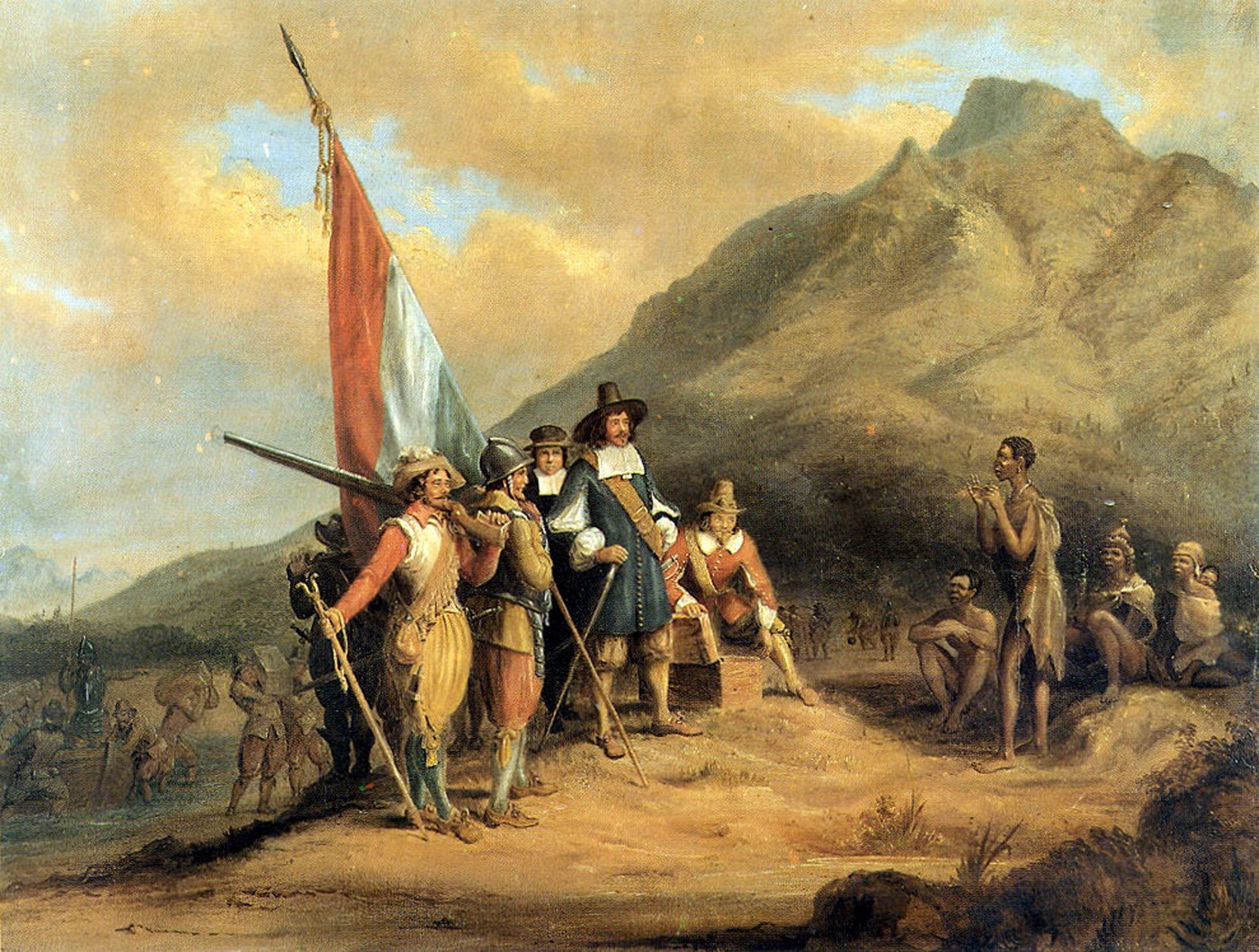
Obraz Charlesa Davidsona Bella Przybycie Jana van Riebeecka

Jan van Riebeeck, właśc. Johan Anthoniszoon van Riebeeck (ur. 21 kwietnia 1619, zm. 18 stycznia 1677) – holenderski administrator kolonialny. Urodził się w Culemborg w Holandii jako syn chirurga. Dorastał w Schiedam, gdzie 28 marca 1649 roku poślubił Marie de la Quellerie. Maria zmarła w Malakce (dziś część Malezji) 2 października 1664 roku, w wieku 35 lat.
Dołączył do Holenderskiej Kompanii Wschodnioindyjskiej w 1639 roku, pracował na wielu posterunkach na różnych stanowiskach, również jako asystent chirurga w Batawii (dzisiejsza Dżakarta w Indonezji). Następnie odwiedził Japonię. Najważniejszą funkcją jaką pełnił w tym czasie było nadzorowanie placówki handlowej w Tonkinie, w Wietnamie. Jednakże został odwołany z tego stanowiska, po odkryciu pewnych nieprawidłowości finansowych.
W 1651 roku zostało mu powierzone zadanie dowodzenia pierwszą holenderską wyprawą osadniczą w Afryce Południowej. W dniu 6 kwietnia 1652 roku wylądował wraz z trzema statkami (Reijer, Dromedaris, Goede Hoop) w miejscu zwanym obecnie Kapsztad. Oliphant i Walvisch dopłynęły później. Powstał tu ufortyfikowany punkt zaopatrzeniowy dla statków Holenderskiej Kompanii Wschodnioindyjskiej, na odcinku pomiędzy Holandią a Indiami Wschodnimi (Indonezja).
Jan Van Riebeeck był dowódcą placówki w Kapsztadzie przez dwie kadencje, od 1652 do 1662 roku. Podstawowym jego zadaniem i jego podwładnych, funkcjonariuszy i pracowników kontraktowych Kompanii, było zbudowanie fortu, rozbudowa naturalnego portu w pobliskiej Zatoce Stołowej (ang. Table Bay), założenie plantacji owoców i warzyw oraz pozyskiwanie żywego inwentarza od tubylczej ludności hotentockiej. Oprócz tego, w miarę możliwości i potrzeb, organizowanie wypraw rozpoznawczych w głąb lądu i wzdłuż wybrzeża. Stacja miała stanowić żywnościowe i w razie konfliktów, także obronne zaplecze dla holenderskich okrętów Kompanii Wschodnioindyjskiej.
Pierwszy fort powstał z błota, gliny i drzewa, posiadał 4 rogi lub bastiony. Fort ten nie powinien być mylony z dzisiejszym Zamkiem w Kapsztadzie, który został zbudowany pomiędzy rokiem 1666 a 1679, wiele lat po tym jak Van Riebeeck opuścił Kapsztad. Zamek posiada 5 bastionów, i został wykonany z cegły, kamienia i cementu.
Jan Van Riebeeck zmarł w 1677 roku, w Batawii (Dżakarta) na wyspie Jawa w Holenderskich Indiach Wschodnich.
Został przedstawiony na licznych monetach obiegowych Republiki Południowej Afryki. 